# Kazimierz Wielikosielec
Mons. Kazimierz Wielikosielec (* 5. května 1945 Staravolja) je běloruský římskokatolický kněz, biskup a člen Řádu bratří kazatelů.

## Život
Narodil se 5. května 1945 ve vesnice Staravolja. Navštěvoval kostel v Kobrynu. Ve Vilniusu vstoupil do řádu Dominikánů. Když chtěl studovat v Rižském semináři, tři roky mu v tom úřady bránily. Z tohoto důvodu spolu s Antonijem Dzjamjankou studovali tajně teologii u doktora kněze Wacława Piątkowského (Mjadzvjedzičy).
Roku 1981 byl přijat do semináře v Rize. V letech studií složil své první sliby. Po ukončení semináře roku 1984, byl na svátek Nejsvětější Trojice kardinálem Julijanem Vaivodem vysvěcen na kněze – jeho první farnost byla Nejsvětější Trojice v Iškaldzi. Protože v této době bylo málo kněží, působil také v Juškavičy, Haradzišče, Stalavičy, Palanječke, Novym Svjeržaně, Haradzjeje, Kareličy, Miru a v Hancavičy. Věnoval se také obnově a rekonstrukci chrámů.
Roku 1992 byl jmenován generálním vikářem Pinské diecéze. Plnil také funkci děkana Baranavičyského děkanátu a faráře kostela Povýšení svatého Kříže v Baranavičy.
Dne 6. května 1999 byl papežem Janem Pavlem II. ustanoven pomocným biskupem Pinsku a titulárním biskupem z Blandy.
Biskupské svěcení přijal 24. června 1999 z rukou kardinála Kazimierze Świątka a spolusvětiteli byli arcibiskup Dominik Hrušovský a biskup Aleksander Kaszkiewicz.
Dne 3. ledna 2021, po rezignaci arcibiskupa Tadeusze Kondrusiewicze, byl jmenován apoštolským administrátorem Arcidiecéze minsko-mohylevské.
Dne 10. října 2024 přijal papež František jeho rezignaci z důvodu dosažení kanonického věku 75 let.